# Пшанецький
 Пшанецький — струмок в Україні у Стрийському районі Львівської області. Права притока річки Головчанки (басейн Дністра).

## Опис
Довжина струмка приблизно 8,35 км, найкоротша відстань між витоком і гирлом — 5,24  км, коефіцієнт звивистості річки — 1,59 . Формується багатьма струмками.

## Розташування
Бере початок на південно-східних схилах гори Менчил (1072,4 м).Тече перевпажно на північний схід через село Пшонець і у селі Головецько впадає у річку Головчанку, ліву притоку річки Опору.